# Chris Fields
Chris Fields (né à Painesville) est un joueur américain de football américain. Il joue actuellement avec les Buckeyes d'Ohio State, équipe de l'université d'État de l'Ohio.

## Lycée
Fields étudie à la Painesville Harvey High School où il joue au football américain, baseball et en athlétisme. Lors de sa dernière saison lycéenne, il reçoit soixante-et-une passes pour 876 yards et seize touchdowns et est nommé dans l'équipe de la saison de l'État de l'Ohio ainsi que de la conférence NEC.

## Carrière

### Université
Il entre à l'université d'État de l'Ohio en 2009 et fait une année de redshirt, ne jouant aucun match de la saison. En 2010, il est intégré dans l'équipe et reçoit sa première passe par Joe Bauserman, une passe de dix-yards. Sur cette saison, il reçoit trois passes pour vingt-deux yards. En 2011, il reçoit deux passes contre les Zips d'Akron et une contre les Rockets de Toledo. Lors de ce match contre Toledo, il retourne un punt et marque son premier touchdown en NCAA.